# Компьютер (видання)
рос. Компьютер (укр. Комп'ютер) — комп'ютерний журнал. Видається російською мовою в Україні суб'єктом підприємницької діяльності Зайцевим Олександром Борисовичем. Виходить з травня 2003  року. Головним редактором з початку заснування журналу був Олександр Зайцев.